# Serge-Thomas Bonino
Serge-Thomas Bonino, O.P. (Marsiglia, 3 novembre 1961), è un religioso e teologo francese, decano della Facoltà di filosofia della Pontificia università "San Tommaso d'Aquino", di cui dal 6 novembre 2014 al 21 aprile 2025 è stato presidente.

## Biografia
Serge-Thomas Bonino è nato a L'Estaque, un antico villaggio di pescatori situato sulla Rade de Marseille incorporato a Marsiglia nel 1946 come parte del XVI arrondissement, il 3 novembre 1961.
Dal 1976 al giugno del 1979 ha compiuto gli studi secondari al Liceo "Saint-Exupéry" di Marsiglia e dal 1979 al 1982 ha seguito il corso preparatorio (denominato anche hypokhâgne e khâgne nel sistema di istruzione francese) al Liceo "Thiers" della stessa città.
Nel giugno del 1982 è stato ammesso all'École normale supérieure di Parigi. Nell'ottobre dello stesso anno è entrato nell'Ordine dei frati predicatori a Tolosa. Nel 1984 ha conseguito la laurea magistrale in filosofia all'Università di Parigi con una tesi intitolata L'esprit du culte selon saint Thomas d'Aquin redatta sotto la supervisione di Claude Bruaire. Ha compiuto il servizio militare presso la scuola militare di Aix-en-Provence come insegnante di filosofia. Dal 1985 al 1988 ha studiato per il baccalaureato in teologia cattolica al Collegio domenicano di Tolosa.
Nel giugno del 1988 è stato ordinato in presbitero e da allora appartiene alla Provincia domenicana di Tolosa. Dal 1988 al 1990 ha studiato all'Università di Friburgo conseguendo la licenza in teologia con una tesi intitolata Quaestiones disputate de veritate de saint Thomas d'Aquin. Q. 12: la prophétie. Présentation, traduction et étude redatta sotto la supervisione di Jean-Pierre Torrell. Dall'ottobre del 1990 al 2014 ha insegnato filosofia medievale presso la Facoltà di filosofia dell'Istituto Cattolico di Tolosa e dall'ottobre del 1991 al 2014 teologia dogmatica al Collegio domenicano di Tolosa. Nel febbraio del 1992 ha conseguito il dottorato di ricerca presso l'Università di Friburgo con una tesi intitolata La science en Dieu, la q. 2 des Quaestiones disputate de veritate de saint Thomas d'Aquin. Introduction, traduction et commentaire redatta con la supervisione di Jean-Pierre Torrell. Ha anche conseguito un dottorato in filosofia presso l'Università di Poitiers sotto la direzione di Pierre Magnard.
Nell'ottobre del 1993 è diventato direttore degli studi del Collegio domenicano di Tolosa e dal maggio del 1999 è stato preside della Facoltà di filosofia dell'Istituto Cattolico di Tolosa. Dal 2014 è decano della Facoltà di filosofia della Pontificia università "San Tommaso d'Aquino" dove insegna storia delle dottrine medievali e teologia dogmatica.
Il 6 marzo 2004 papa Giovanni Paolo II lo ha chiamato a fare parte della Commissione teologica internazionale per un quinquennio. I suoi successori lo hanno confermato membro della commissione il 25 luglio 2009  e il 23 settembre 2014. Il 17 dicembre 2011 papa Benedetto XVI lo ha nominato segretario generale della stessa. Il 7 gennaio 2012 lo stesso pontefice lo ha nominato anche consultore della Congregazione per la dottrina della fede. Ha terminato il suo incarico di segretario generale della commissione teologica internazionale il 29 settembre 2021 con la nomina a suo successore di monsignor Piero Coda.
Dal 2009 al 2012 è stato consigliere religioso nazionale dell'Association des guides et scouts d'Europe.
Dal gennaio del 1990 al 2010 ha diretto la rivista Revue thomiste, pubblicata dal 1893. Nel 1995 è stato co-fondatore dell'Institut Saint-Thomas d'Aquin (ISTA) di Tolosa. Dal 1995 appartiene alla Pontificia accademia di San Tommaso d'Aquino e dal 6 novembre 2014 al 21 aprile 2025 è stato presidente della stessa.
Le principali aree di ricerca e insegnamento di Bonino sono la teologia medievale da Agostino d'Ippona a Nicola Cusano e in particolare la teologia di Tommaso d'Aquino.